# 市场机会分析
市场机会，指的就是市场上存在的尚未满足或尚未完全满足的显性或隐性的需求，而市场机会分析（亦称市场内外分析、营销环境分析）正是通过营销理论，分析市场上存在哪些尚未满足或尚未完全满足的显性或隐性的需求，以便企业能根据自己的实际情况，找到内外结合的最佳点，从而组织和配置资源，有效地提供相应产品或服务，达到企业的营销目的的过程。

## 市场机会分析的两大内容
- 外部分析（亦称战略环境分析、企业经营活动分析）
- 内部分析（亦称企业能力分析）

## 外部分析
亦称战略环境分析、企业经营活动分析
1. 宏观经济分析（PEST）
  - 人口统计分析：人口是构成市场的第一位因素，市场是由由购买欲望同时又具有支付能力的人构成的，人口的多少直接影响市场的潜在能量。因此人口统计分析主要涉及人口规模，人口分布与增长，人口年龄结构，教育程度与多元文化加深，城市化进程，生育高峰时代（1946年-1964年），X世代（1965年-1976年），Y世代（1977年-1994年）等内容。
  - 政治法律环境分析：政治环境主要包括国内政治和国际政治，前者主要是因为党和政府的方针与政策会规定了国民经济的发展方向和速度，从而影响到社会购买力和消费需求的变化；后者主要通过政治权力和政治冲突两种方式，或因政府机构通过某种措施约束外来企业，或国际上的重大事件与冲突事件影响到外在的营销环境，当然，这些影响可大可小，是威胁也有可能是机遇。
  - 经济环境分析：主要涉及经济发展状况，即经济周期，经济形势中的通胀、失业、国际收支、利率、汇率以及经济现状中的GDP、社会零售额、居民存款、主要消费情况、地方财政收入，供求总量与结构等问题。
  - 技术环境分析：技术发展对营销大致有三个影响：a.产生新行业。b.大幅度改变甚至摧毁现有行业。c.刺激不相关的市场与行业。不过，技术在提高升了生产与生活的效率性与便利性的同时，也引发了很多环境与社会问题。
  - 社会文化环境分析：主要是分析社会的教育水平、价值观念、宗教信仰、伦理道德、消费习惯与习俗等现象，因为这些东西在很大程度上直接影响消费者的消费心理、消费习惯、消费需求、购买行为和消费流行。
2. 行业环境分析
  - 行业分析的主要内容为：分析行业主要经济特征、变革因素、行业总需求情况等内容
  - 行业的分析工具：有产品生命周期模型、五力分析模型、S-C-P模型、行业参与者模型等。
3. 竞争及竞争者分析
  - 此分析主要涉及行业/市场定位、竞争性市场营销战略分析。
4. 市场需求及消费者市场分析

## 内部分析
亦称企业能力分析，主要有以下几种分析方法：
- 企业内部环境分析
- SWOT矩阵分析
- 核心能力分析
- 平衡计分卡
- 客户满意度分析
- 销售竞争力分析

## 延伸阅读
市场营销专业架构